# بواز سولوسا
بواز سولوسا (بالإندونيسية: Boaz Solossa)‏ مواليد 16 مارس 1986 في سورونغ، إندونيسيا، هو لاعب كرة قدم إندونيسي يلعب مع برسيبورا جايابورا كلاعب وسط. مثّل منتخب إندونيسيا لكرة القدم. بدأ بواز سولوسا مسيرته الرياضية عام 2004 مع برسيبورا جايابورا.

## المسيرة الاحترافية

### أندية لعب لها
- برسيبورا جايابورا